# Ferula
Ferula es un género de unas 204 especies aceptadas de la familia Apiaceae originales de la región mediterránea y del este de Asia central, que crecen sobre todo en climas áridos. Las férulas están emparentadas con el apio, la zanahoria y el hinojo.

## Descripción
Son plantas herbáceas perennes que tienen 1-4 metros de altura. El tronco es de 5-8 cm de diámetro en la base de la planta. Las hojas son tripinnadas y las flores son amarillas en grandes umbelas.

## Taxonomía
El género fue descrito por Carlos Linneo y publicado en Species Plantarum 1: 246. 1753. La especie tipo es: Ferula communis

## Especies más conocidas
- Ferula assafoetida
- Ferula communis
- Ferula conocaula
- Ferula drudeana, hipotetizada como el antiguo Silfio
- Ferula foetida
- Ferula gummosa
- Ferula karelinii
- Ferula linkii
- Ferula longifolia
- Ferula marmarica
- Ferula moschata
- Ferula narthex
- Ferula orientalis
- Ferula persica
- Ferula schair
- Ferula szowitziana DC. - sagapeno[4]
- Ferula tingitana

### El silfio
Por las descripciones, imágenes conservadas y similitudes descritas, generalmente se considera al silfio o laserpicio como un miembro del género Ferula. Se sabe que la Ferula assafoetida era usada como sustituta de inferior calidad para obtener una resina muy apreciada como condimento y como medicina, pero se ignora si era un sucedáneo o una variedad de la misma planta de menor calidad o elaboración menos cuidadosa.

## Usos

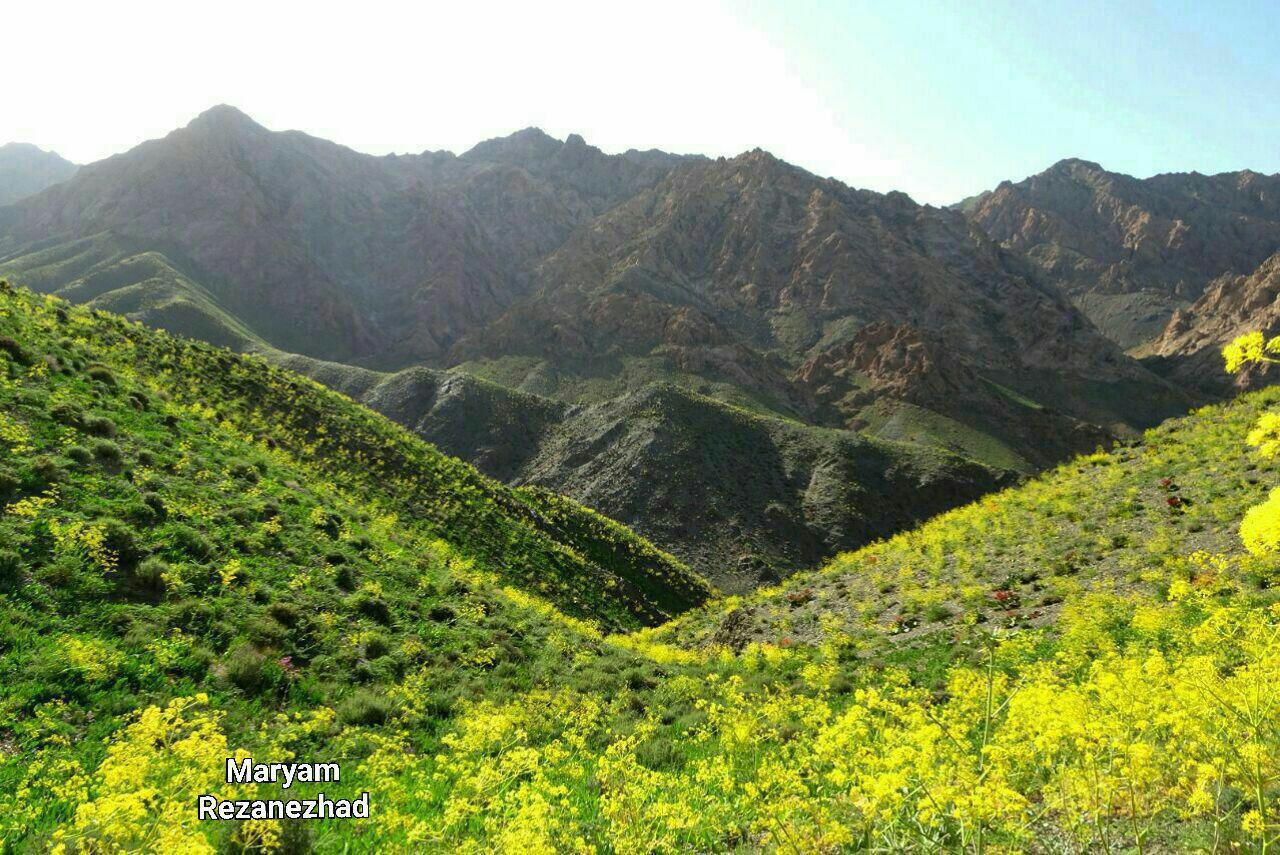
Ferula del Irán

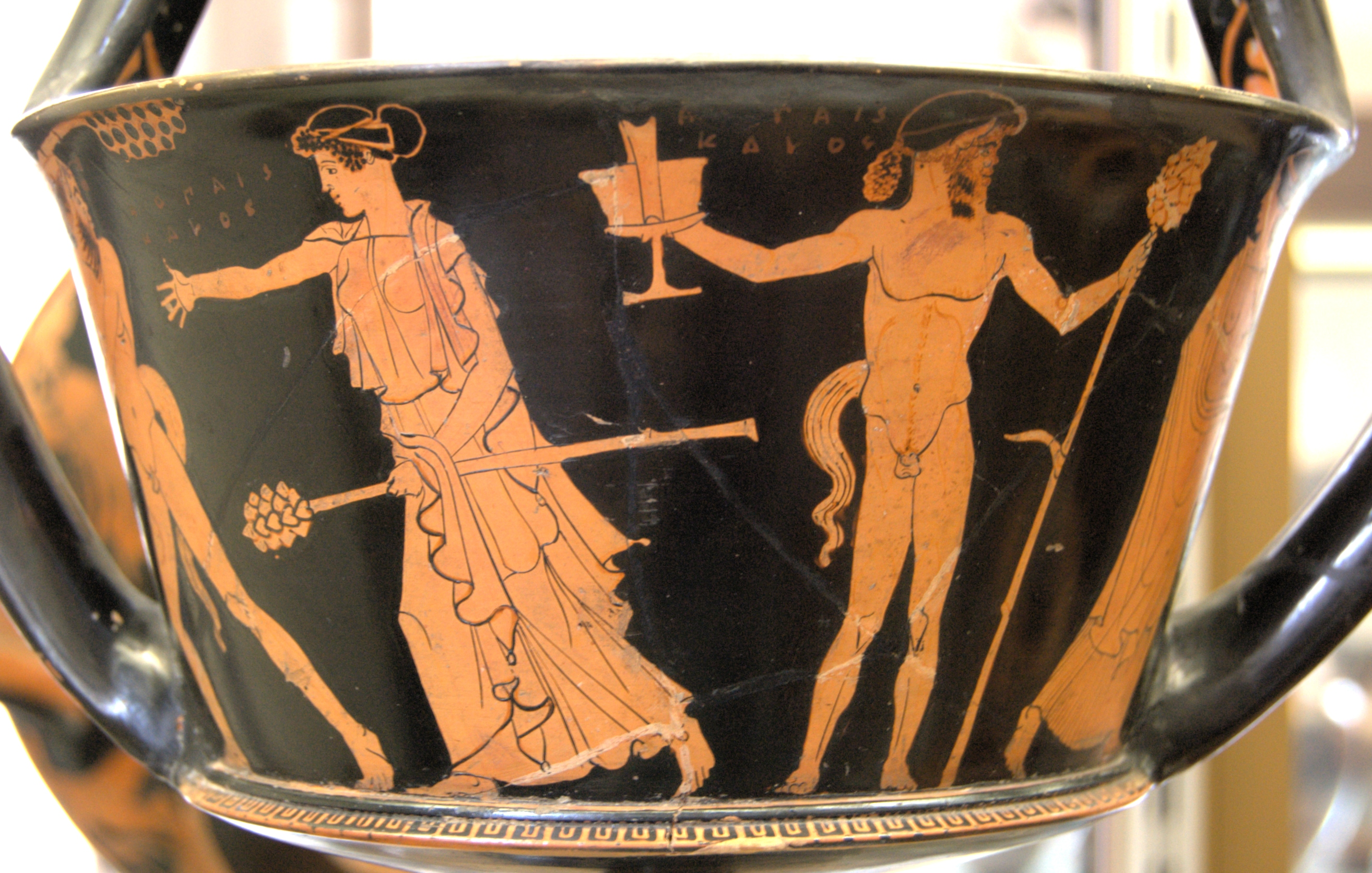
Sátiro y ménades con un tirso. Copa ática con figuras rojas, c. 460 a. C., Gabinete de las Medallas de la Biblioteca Nacional de Francia (de Ridder 849)

La resina de muchas especies de Ferula se utiliza con fines médicos o culinarios:
- Ferula assafoetida se usa para hacer la especia asafoetida, o hing, característica de la India;[6]
- Ferula gummosa, de la que se obtiene el gálbano, una resina utilizada en la medicina tradicional para preparar emplastos;
- Ferula hermonis, base del zallouh, un afrodisíaco;[7]
- Ferula persica, que se usa para hacer el sagapenum, un bálsamo amarillo translúcido;
- Ferula moschata, usada para hacer el sumbul, una sustancia psicotrópica;
- Ferula tingitana, empleada para obtener el amoniaco africano, con usos medicinales;
- silfio, para hacer laserpicium, con fines gastronómicos y medicinales.

Los romanos llamaron a la varilla hueca hecha con esta planta una ferula (compárese también con los fasces, los haces de varas de abedul agrupadas alrededor de un hacha que representaban a los jueces en la antigua Roma). Dichas varas se utilizaron para fabricar bastones, así como las férulas utilizadas para inmovilizar una articulación en medicina, para agitar líquidos en ebullición y para aplicar castigos físicos.
La férula también aparece en contextos mitológicos. La vara de un tirso tradicionalmente se obtenía de esta planta, y en la fábula de Prometeo se dice que otorgó el fuego a la humanidad ocultándolo a la vista de los dioses en una férula.
El extracto en etanol acuoso de las hojas de la feruia foetida ha mostrado propiedades como antioxidante y antihemolítico.